# Briccola

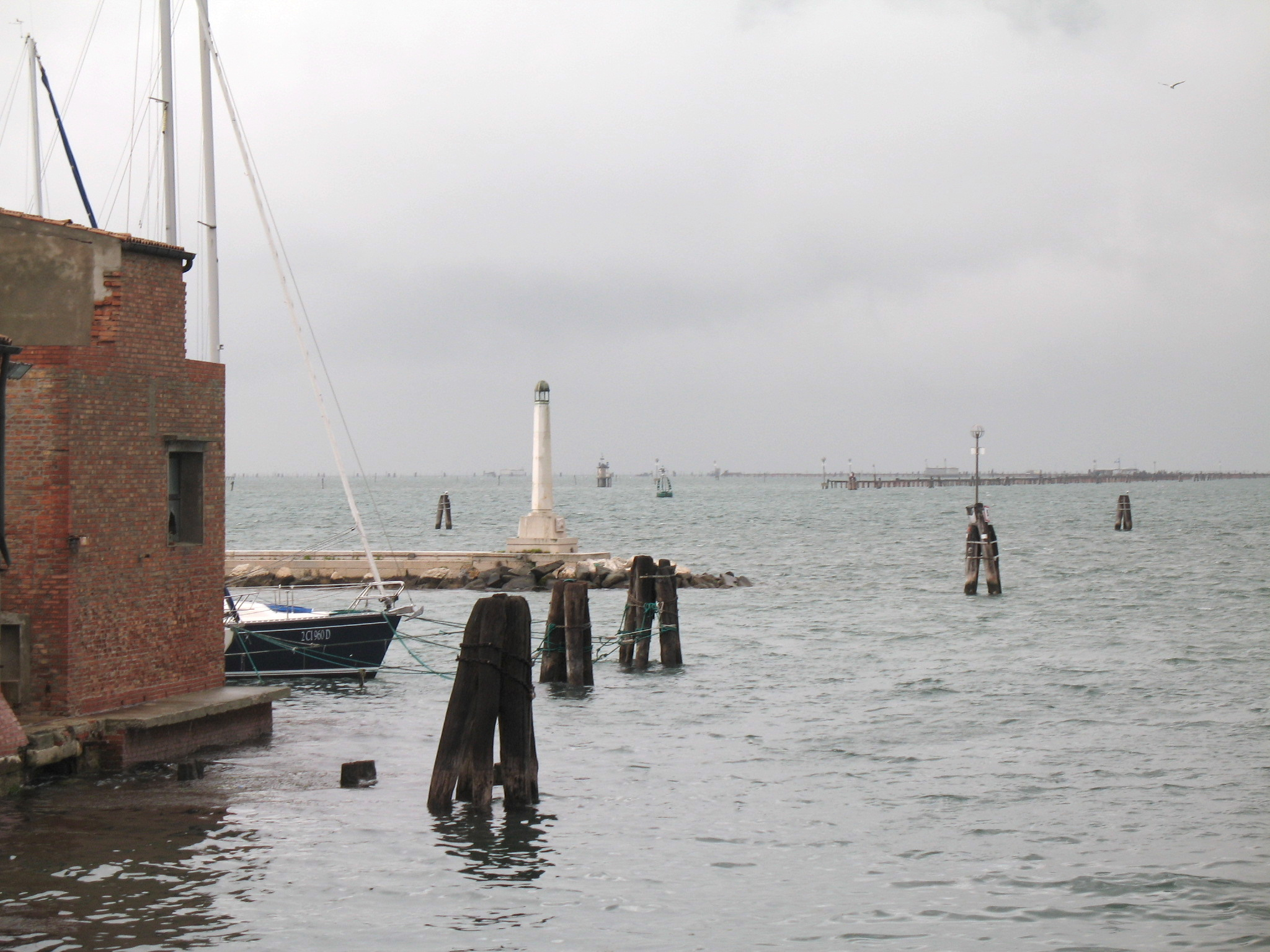
Briccole regolarmente distanziate segnalano ai natanti la corsia di accesso agli attracchi di Chioggia, principale centro peschereccio della laguna veneta

La briccola  o anche bricola (in veneziano brìcoła) è una struttura nautica utilizzata per indicare le vie d'acqua (canali) nelle lagune di Venezia, Marano e Grado, nonché diffusa lungo il basso corso dei fiumi e dei canali del Veneto e del Friuli per l'ormeggio delle imbarcazioni. È formata da due o più grossi pali di legno di larice legati tra di loro e posti in acqua, conficcati nel fondale. La medesima struttura nella nomenclatura marinara internazionale viene chiamata anche duc d'albe o dalben o dolphin. 

## Descrizione
In ambito portuale le briccole, nel senso di colonna di alaggio o ceppata, possono essere in acciaio e calcestruzzo e vengono denominate mooring dolphins se dotate di ganci di ormeggio, briccole di ormeggio, oppure breasting o berthing dolphins se dotate di fender per l'accosto delle navi, briccole di accosto.
In ambito lagunare la briccola differisce dalla palina nella forma (ha più pali mentre la pałina è a un solo palo) e nella funzione (è principalmente un indicatore della via mentre la pałina si usa per l'attracco delle imbarcazioni). Il suo scopo è segnalare alle imbarcazioni il limite della parte più profonda della laguna, navigabile senza rischi, guidandole nel loro percorso ed evitando che rimangano arenate in zone di acque basse. Sulle briccole possono essere installati cartelli di segnalazione o di indicazione delle direzioni.
A Venezia una briccola caratteristica costituita da cinque pali e da un palo centrale più alto viene chiamata dama; questo tipo di briccola viene utilizzata per indicare l'inizio di un canale lagunare.
A Genova le briccole erano costruite con pino laricio (P. nigra laricio) importato dall'annessa Corsica.